# Karl Stieler
Karl Stieler (München, 1842. december 15. – München, 1885. április 12.) német író, költő és ügyvéd.

## Életútja
Jogot tanult, 1869-ben doktorált a heidelbergi egyetemen. Később nagyobb utazásokat tett, megfordult Angliában, Franciaországban, Svájcban, Belgiumban, Olaszországban és Magyarországon. Ezen utazásairól az Allgemeine Zeitung hasábjain számolt be. Később visszatért Münchenbe, ahol megismerkedett Paul Heysevel és Emanuel Geibellel, őrajtuk keresztül került kapcsolatba a müncheni Die Krokodile nevezetű irodalmi körrel. Ez idő tájt a Fliegenden Blätter szerkesztője is volt. 1882-ben állami levéltárnok lett. Tüdőgyulladásban hunyt el, 42 éves korában.
Hírnévre a népéletet hűen tükröző, bajor tájnyelven írott költeményeivel tett szert. Ilyenek: Weil's mi freut (Stuttgart 1876), Habt's a Schneid!? (uo. 1877), Um Sunnawend'  (uo. 1878), Hochlandlieder (uo. 1879) stb. Halála után adták ki az alábbi munkáit: Winter-Idyll (töredék, 17. kiad. 1895), Kulturbilder aus Bayern (uo. 1886, 2. kiad. 1893), Natur- und Lebensbilder aus den Alpen (uo. 1886, 2. kiad. 1890).

## Művei
- Aus deutschen Bergen (1871)
- Aus Fremde und Heimat (1886)
- Bergbleamln (1865)
- Durch Krieg zum Frieden (1886)
- Elsaß-Lothringen (1877)
- Habt's a Schneid? (1877)
- Hochlandlieder (1879)
- A Hochzeit in de Berg (1884)
- In der Sommerfrisch (1883)
- Italien (1875)
- Kulturbilder aus Bayern (1885)
- Natur- und Lebensbilder aus den Alpen (1886)
- Neue Hochlandlieder (1883)
- Rheinfahrt (1877)
- Um Sunnawend' (1878)
- Wanderzeit (1882)
- Weidmanns Erinnerungen (1871)
- Weil's mi freut! (1876)
- Winteridyll (1885)